# Хайлигенмошель
Хайлигенмошель (нем. Heiligenmoschel) — община в Германии, в земле Рейнланд-Пфальц. 
Входит в состав района Кайзерслаутерн. Подчиняется управлению Оттерберг.  Население составляет 659 человек (на 31 декабря 2010 года). Занимает площадь 8,68 км².
Коммуна подразделяется на 4 сельских округа.